# Hiperspermia
Hiperspermia – wydzielanie podczas jednej ejakulacji więcej niż 6 ml spermy. Wydzielanie dużej ilości spermy często wiąże się ze zmniejszeniem koncentracji plemników, ze względu na ich rozcieńczenie. Małe stężenie plemników, mimo zwiększonej ilości nasienia, może utrudniać zapłodnienie. Zwiększenie objętości ejakulatu obserwuje się po okresie abstynencji seksualnej, poprzedzonej regularnym współżyciem.

Przeczytaj ostrzeżenie dotyczące informacji medycznych i pokrewnych zamieszczonych w Wikipedii.